# قهرمان میرزا
قهرمان میرزا شاهزاده قاجار، پسر هشتم عباس میرزا و برادر تنی محمدشاه قاجار و بهمن میرزا بود.
در سال ۱۲۴۷ هجری قمری از طرف پدر حاکم سبزوار با وزارت میرزا محمد رضا فرهانی پسر عموی میرزا ابوالقاسم قائم مقام بوده و یک سال بعد حکومت یزد یافت. پس از مرگ عباس میرزا، محمد میرزا برادر ارشد قهرمان میرزا که برای تعیین تکلیف ولیعهدی به تهران می‌رفت، نیابت حکومت خراسان رابا وزارت میرزا محمد رضا خان فراهانی و سرداری (فرمانده قشون) دائیشان نورمحمد خان دوّلو قاجار پسر میرزا محمد خان دوّلو امیرکبیر بیگلربیگی به او واگذار کرد.
او در سال ۱۲۵۱ قمری با پیشکاری میرزا محمدخان زنگنه به حکومت آذربایجان رسید و در سال ۱۲۵۵ هجری قمری درگذشت و در قم به خاک سپرده شد. همسرش حاجیه همایون سلطان (هما) خانم دختر بهمن میرزا بهاءالدوله بود از او فرزندی به نام کیومرث میرزا عمیدالدوله داشت.

## پانوس
1. ↑  بامداد، شرح حال رجال ایران قرنهای 12 و 13 و 14 جلد3، 131.
2. ↑  فرمانفرمائیان، زندکی نامه عبدالحسین میرزا فرمانفرما، 35.